# Alan Wake
Alan Wake is een videospel, ontwikkeld door Remedy Entertainment en uitgegeven door Microsoft Studios op 14 mei 2010.

## Ontwikkeling
Alan Wake is voor het eerst gepresenteerd Op de E3 in 2005 voor de 7e generatie consoles en pc. De game was eerst bedoeld als een open-wereldspel, maar 6 maanden na deze bekendmaking besloot Remedy Entertainment dit toch niet te doen. De reden was dat het verhaal niet goed verteld kon worden en dat de speler genoeg zou kunnen ontdekken zonder deze open wereld.
Na vier jaar ontwikkeling besloot Remedy Entertainment, Alan Wake alleen voor de Xbox 360 uit te brengen.
Op 7 april werd de releasedatum bekendgemaakt. Het spel werd op 14 mei 2010 in EU uitgebracht en op 18 mei 2010 in de VS.
Februari 2012 is het spel ook uitgebracht voor de pc.
In mei 2017 maakte Remedy Entertainment bekend dat Alan Wake uit de (online) handel wordt genomen wegens verlopen muzieklicenties. Ruim een jaar later, in oktober 2018, werd bekendgemaakt dat Alan Wake weer in de online winkels beschikbaar zou zijn.

## Samenvatting
Alan Wake is een bestsellerschrijver, maar kan al meer dan twee jaar geen letter meer op papier zetten. Hij en zijn vrouw Alice gaan naar Bright Falls voor een korte vakantie, in de hoop dat Alan inspiratie zal krijgen voor zijn nieuwe boek. Eenmaal aangekomen moet Alan alleen nog even de sleutels voor het vakantiehuis ophalen in het restaurant van Bright Falls. Hij krijgt de sleutels van een oude dame die zich totaal zwart heeft gekleed en een sluier voor haar gezicht heeft. Ze zegt dat de eigenaar bij een vergadering is, en dat zij de sleutels moest geven. Alan en Alice rijden naar het huis op het eiland Cauldron Lake. Bij het uitpakken van de spullen wordt Alan naar boven geroepen door Alice. Zij zegt dat ze een verrassing heeft voor Alan, in de studeerkamer. Als Alan ziet dat zijn verrassing een typemachine is, wordt hij razend op Alice. Uit woede laat hij Alice in het donker staan (Alice heeft een fobie voor het donker) en loopt naar buiten om even tot rust te komen. Plotseling ziet hij vanaf de brug het licht uitgaan van de studeerkamer waarna hij het geschreeuw hoort van Alice. Alan rent terug naar het huis. Daar ziet hij dat Alice door iets is meegesleurd van het balkon in het water, hij twijfelt geen moment en springt Alice achterna de diepte in.
Als Alan wakker wordt in zijn auto, ziet hij dat hij onder het bloed zit en van de weg is gereden door een ongeval. Als hij uitstapt proberen vermiste stedelingen van Bright Falls hem te doden met machetes en kettingzagen, de stedelingen zijn gehuld in zwarte rook wat hun beschermingsschild is tegen externe bedreigingen. Alan ontdekt dat licht de duistere laag laat verdwijnen en met kogels de gedaantes kan vernietigen.
Opeens verschijnt er een spookachtige diepzeeduiker, die de zogenaamde ‘manuscriptpagina’s’ vrijgeeft om Wakes plot te laten ontdekken. Door deze pagina’s komt hij erachter dat hij al meer dan een week in Bright Falls is sinds zijn duik in het meer. Door de pagina kan hij hierdoor veilig ontsnappen uit het bos en bij een tankstation de politie van Bright Falls bellen.
Politieagente Sarah Breaker komt, en Alan vraagt of zij hem terug kan brengen naar het eiland op Cauldron Lake. Sarah vertelt dat er sinds de grote eruptie in de jaren 70 er geen eiland meer is. Op het politiebureau wil Dr. Hartman Alan opnemen in zijn kliniek. Maar daar steekt Berry (de manager van Alan) een stokje voor, en hij neemt Alan mee. FBI-agent Robert Nightingale denkt dat Alan meer met de verdwijning van Alice heeft te maken en houdt Alan en Berry goed in de gaten.
Berry en Alan hebben een huisje gehuurd in Mirror Peak. Alan wordt gebeld door een man, die zegt dat hij Alice heeft ontvoerd. Als Alan Alice wil redden moet hij de aanwijzingen volgen van de man. Als hij de man tegen het lijf loopt, krijgt Alan te horen dat de man Alice niet heeft ontvoerd, maar dat hij informatie wil geven aan Alan over de duistere gedaante en de Taken. De man legt uit dat de duistere gedaante fictie in werkelijkheid kan omzetten, zolang er maar een schrijver is die dit kan doen. Alan heeft een horrorverhaal geschreven, en zo zijn alle gebeurtenissen ontstaan. Maar de man en Alan zijn niet lang veilig, de duistere gedaante heeft door dat de man informatie doorspeelt aan Alan. En de duistere gedaante laat de man verdwijnen. Alan weet te ontsnappen, maar door de sterke tornado wordt hij in het meer getrokken.
Alan wordt wakker in de kliniek van Dr. Hartman (Cauldron Lake Lodge). Daar ontmoet hij de twee broeders Anderson. Zij vertellen dat ze een aanwijzing hebben op hun boerderij om de duistere gedaante te verslaan. De stroom valt uit in de kliniek, en de duistere gedaante neemt langzaam het hele gebouw over. Alan ontdekt dat Berry is opgesloten op het kantoor van Hartman en bevrijdt hem zodat ze net op tijd kunnen ontsnappen uit de kliniek voordat de duistere gedaante Alan iets aan kan doen. Berry en Alan rijden naar de boerderij van Anderson. Daar horen ze op een gemaakte lp van de Andersons, dat ze op zoek moeten naar Cynthia Weaver ‘de vrouw van het licht’. Berry en Alan brengen de nacht door op de boerderij en drinken een bepaalde drank. Alan krijgt opeens een black-out en ziet wat er is gebeurd nadat hij Alice achterna dook in de diepte. Alan krijgt te zien dat hij in die week het verhaal heeft getypt onder dwang van de gesluierde dame (de duistere gedaante). Toen hij het verhaal bijna af had gemaakt, heeft Thomas Zane (de spookachtige diepzeeduiker) Alan geholpen met het ontsnappen van het eiland. Toen Alan wakker werd in zijn auto was een gevolg van zijn ontsnapping van Cauldron Lake.
Eenmaal bijgekomen van de black-out, ziet Alan dat het ochtend is. Maar er is nog iets aan de hand, Agent Nightingale staat met een pistool op Alan en Berry gericht. Ze worden aangehouden wegens moord op Alice.
Op het politiebureau in Bright Falls moet Alan nog bijkomen van de drank. Ondertussen komen Sarah Breaker en Robert Nightingale naar binnen. Nightingale ontdekt dat hij iets herkent van de manuscriptpagina’s. Maar hij krijgt amper de kans om dit na te gaan, hij wordt door de duistere gedaante opgeslokt in de tornado. Alan, Berry en Sarah ontsnappen met de helikopter. Ze vliegen naar een verlaten waterkrachtcentrale waar nu Cynthia Weaver woont. Cynthia begroet hun en neemt ze mee naar de goedverlichte kamer. Dat is een kluis waar alleen maar licht is, er is geen schaduw in de ruimte. Cynthia geeft de clicker aan Alan. Dit is een aan- en uitknop van een lamp, die Alan vroeger gebruikte als hij bang was in het donker. Hij begrijpt nu hoe hij zijn verhaal kan eindigen. In de typemachine bij Cauldron Lake zit het laatste blaadje van het verhaal dat Alan geschreven heeft. Zo kan hij Alice en zichzelf redden. Alan laat Berry en Sarah achter bij Cynthia, hij moet deze opdracht zelf afmaken. Als hij bijna terug is bij het meer beseft hij dat het evenwicht in stand gehouden moet worden. Alan springt in het meer, wat betekent dat Alice vrij is. Alice klimt aan de wal van Cauldron Lake en roept om zich heen naar Alan, maar die is nergens te bekennen. In de laatste scène zit Alan in de duistere wereld van de gesluierde dame. Hij begint aan een nieuw verhaal. Op het laatst zegt hij: het is geen meer, het is een oceaan. Hiermee wordt bedoeld dat de ernst van de situatie groter is dan gedacht.

## Downloadable content
Er zijn twee dlc-uitbreidingen uitgebracht genaamd The Signal en The Writer.

## Spin-off
In 2012 werd Alan Wake's American Nightmare uitgegeven. Hoewel dit spel een nieuw zelfstandig deel in de serie is, volgt het verhaal niet direct op het origineel en moet het als een spin-off van de reeks worden gezien.

## Remaster
In 2021 kwam een remaster uit getiteld Alan Wake Remastered. De game kwam uit voor pc, Xbox One, Xbox Series S|X, PlayStation 4 en PlayStation 5. Hiermee kwam Alan Wake voor het eerst voor PlayStation-consoles beschikbaar. De game bevat tevens de dlc-afleveringen The Signal en The Writer.

## Vervolg
In een interview op de E3 2013 vertelde de creative director van Remedy Entertainment dat er voorlopig geen vervolg zou komen op Alan Wake. Dit zou te maken hebben met de verkoopcijfers na de release van de game. Een vervolg zou in opkomst zijn wanneer daarvoor de tijd rijp is; aldus Sam Lake.
In september 2018, even voordat bekend werd gemaakt dat Alan Wake zou terugkeren in de online handel, werd aangekondigd dat er plannen waren om van de game een tv-serie te maken. Hoewel er gesproken wordt over een verfilming van het oorspronkelijke verhaal, wordt er ook gesuggereerd dat de serie als vervolg op de game kan dienen.
Tijdens The Game Awards in december 2021 werd het daadwerkelijke vervolg Alan Wake II aangekondigd voor een release in 2023. Op 27 oktober 2023 verscheen Alan Wake II.

## Ontvangst
| Game       | GameRankings              | Metacritic        |
| ---------- | ------------------------- | ----------------- |
| Alan Wake  | (X360) 83,97% (PC) 82,50% | (X360) 83 (PC) 83 |
| The Signal | (X360) 75,50%             | (X360) 75         |
| The Writer | (X360) 81,06%             | (X360) 80         |